# Francesca Eastwood

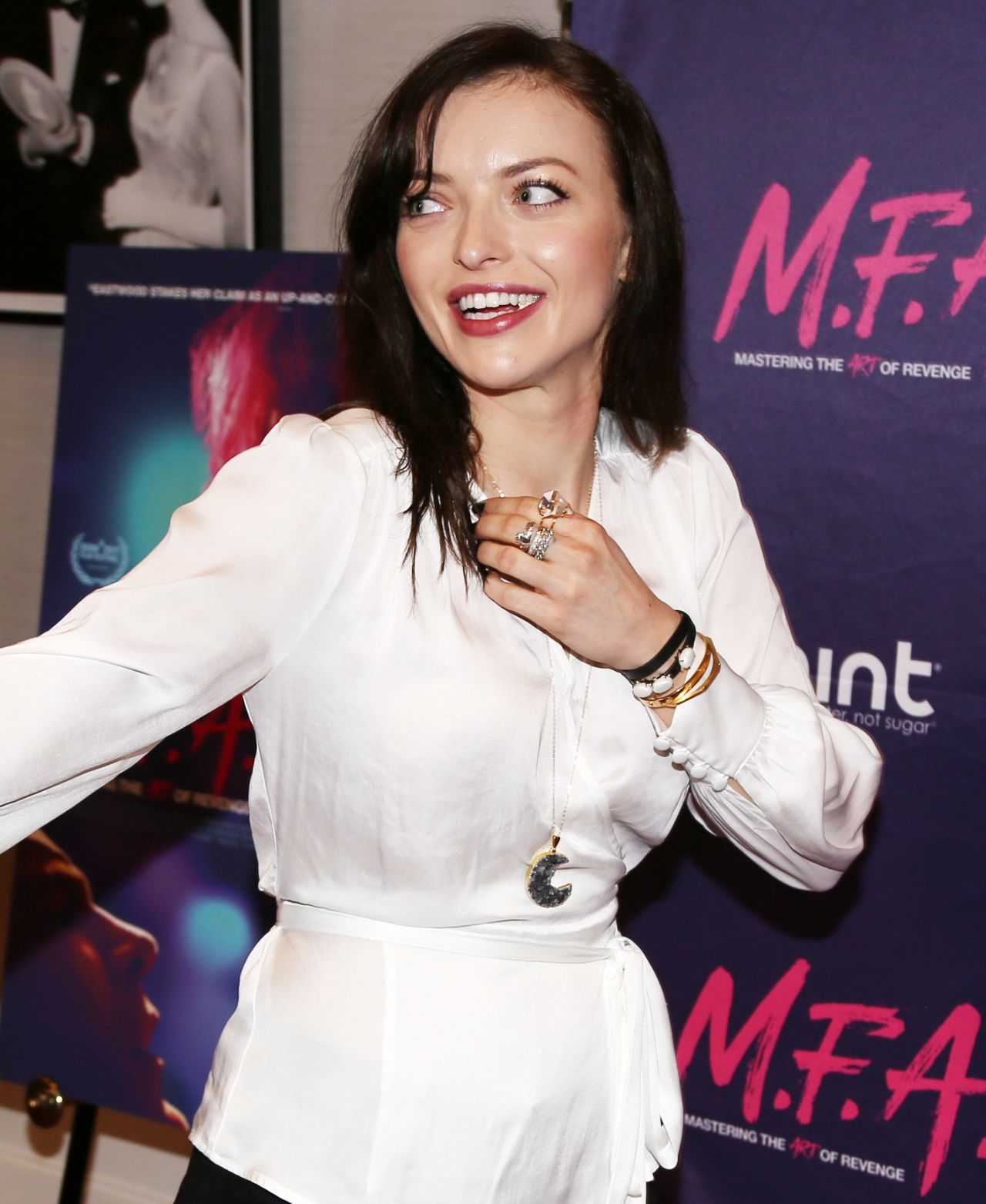
Francesca Eastwood, 2023

Francesca Ruth Fisher-Eastwood (* 7. August 1993 in Redding, Kalifornien) ist eine US-amerikanische Schauspielerin.

## Leben
Francesca Eastwood wurde 1993 in Kalifornien als Tochter des Schauspielerpaares Clint Eastwood und Frances Fisher geboren. Über ihren Vater hat sie sieben Halbgeschwister, darunter den Musiker und Komponisten Kyle Eastwood sowie die Schauspieler Alison Eastwood und Scott Eastwood.
Sie besuchte die Robert Louis Stevenson School in Pebble Beach und begann ein Studium an der University of Southern California. 2013 heiratete sie in Las Vegas Jordan Feldstein, den Bruder von Jonah Hill. Die Ehe wurde einige Tage später annulliert. 2018 wurden sie und ihr Freund Alexander Wraith Eltern eines Sohnes.

## Karriere
Francesca Eastwood war im Jahr 2000 für Ein wahres Verbrechen (True Crime) unter der Regie ihres Vaters für einen Young Artist Award in der Kategorie Beste Schauspielerin in einem Spielfilm – zehn Jahre oder jünger nominiert.
2012 war sie an der Seite ihrer Stiefmutter Dina Ruiz Eastwood und ihrer Halbschwester Morgan Eastwood in der zehnteiligen Reality-TV-Sendung Mrs. Eastwood & Company von E! Entertainment Television zu sehen. Während einer Episode zerstörte sie zusammen mit ihrem damaligen Freund, dem Fotografen Tyler Shields, eine Birkin Bag aus Krokodilleder im Wert von etwa 100.000 US-Dollar. Fotos davon veröffentlichte sie als künstlerisches Statement auf verschiedenen Social-Media-Plattformen; die Aktion führte zu negativen Reaktionen wegen der Geldverschwendung.
Im Rahmen der Golden Globe Awards 2013 wurde sie zur Miss Golden Globe gewählt und assistierte bei der Prämierung der Gewinner. In der Serie Oh, You Pretty Things! spielte sie 2014 die Rolle der Olivia Jones. 2015 war sie in der Miniserie Heroes Reborn als Molly Walker zu sehen und verkörperte im Fernsehfilm Gefährliche Leidenschaft – Wuthering High die Rolle der Ellen und im Horror-Thriller Final Girl die Rolle der Gwen Thomas.
Im Western Outlaws and Angels hatte sie 2016 die Hauptrolle als Florence Tildon, dafür wurde sie beim Almeria Western Film Festival in der Kategorie Beste Performance ausgezeichnet. 2017 hatte sie als Noelle eine weitere Hauptrolle im Thriller Art of Revenge – Mein Körper gehört mir von Natalia Leite, ebenso als Leah Dillon im Horrorfilm The Safe – Niemand wird verschont. In der dritten Staffel der Serie Fargo hatte sie in der Folge Der Satz vom Widerspruch eine Episodenrolle. Sie spielte darin die Rolle der jungen Vivian Lord, während ihre Mutter dieselbe Figur in höherem Alter darstellte. 2019 war sie im Kriminalfilm A Violent Separation in der Rolle von El Camino zu sehen, 
Im Thriller Awake – Der Alptraum beginnt verkörperte sie die Krankenschwester Diana.

## Auszeichnungen und Nominierungen
Young Artist Award 2000
- Nominierung in der Kategorie Best Performance in a Feature Film – Young Actress Age Ten or Under für True Crime[9]

Golden Globe Awards 2013
- Auszeichnung als Miss Golden Globe[1]

Streamy Award 2014
- Nominierung in der Kategorie Best Actress in a Drama für Oh, You Pretty Things![9]

Almeria Western Film Festival 2016
- Auszeichnung in der Kategorie Best Performance für Outlaws and Angels[9]

## Filmografie (Auswahl)
- 1995: Der wunderliche Mr. Cox (The Stars Fell on Henrietta)
- 1999: Ein wahres Verbrechen (True Crime)
- 2012: Mrs. Eastwood & Company (Fernsehserie, 7 Folgen)
- 2014: Oh, You Pretty Things! (Fernsehserie, 9 Folgen)
- 2014: Jersey Boys
- 2014: Perception (Fernsehserie, Folge 3x07 Die Kunst des Mordens)
- 2015: Gefährliche Leidenschaft – Wuthering High (Wuthering High, Fernsehfilm)
- 2015: Final Girl
- 2015: Mother of All Lies
- 2015: Kids vs Monsters
- 2015: Girl Missing
- 2015: Heroes Reborn (Fernsehserie, 5 Folgen)
- 2016: Outlaws and Angels
- 2016: Three Deaths (Kurzfilm)
- 2017: MDMA / Cardinal X / Angie X
- 2017: Art of Revenge – Mein Körper gehört mir (M.F.A.)
- 2017: Rebel in Rising (Kurzfilm)
- 2017: Fargo (Fernsehserie, Folge 3x03 Der Satz vom Widerspruch)
- 2017: The Safe – Niemand wird verschont (The Vault)
- 2017: Twin Peaks (Fernsehserie, Folge 3x18 Teil 18: Wie ist Ihr Name?)
- 2019: A Violent Separation
- 2019: Awake – Der Alptraum beginnt (Awake)
- 2021: Old
- 2021: Attention Attention
- 2023: Clawfoot
- 2024: Mort in Sherman Oaks / Running On Empty
- 2024: Queen of the Ring
- 2024: Juror #2